# Something Wonderful (альбом Кармен Макрей)
Something Wonderful — студийный альбом американской певицы Кармен Макрей, выпущенный в 1963 году на лейбле Columbia Records. Альбом был задуман как дань уважения различным исполнительницам главных ролей в бродвейских мюзиклах. По большей части треки представляют собой попурри из нескольких песен.

## Отзывы критиков
| Оценки критиков               | Оценки критиков |
| Источник                      | Оценка          |
| ----------------------------- | --------------- |
| AllMusic                      | [ 3 ]           |
| Encyclopedia of Popular Music | [ 4 ]           |

Рецензент Billboard написал: «То мягкая и нежная, то яркая и дерзкая, но всегда отличающаяся от других, Кармен Макрей отдаёт дань „Великим моментам на Бродвее“ в этом альбоме, выделяя мелодии шоу, созданные Этель Мерман, Эллой Логан, Мэри Мартин и другими. Кармен ни в коем случае не „подражает“, её 18 мелодий — и 18 смен настроений — принадлежат ей самой».
Музыкальный критик Уилл Фридуолд отметил, что «почти все треки удручающе короткие (как и сет в целом); более того, оркестровки Бадди Брегмана прочны, но не вдохновляют. Тем не менее, пение Макрей не разочаровывает, и любая концепция, которая дает ей возможность петь такие отличные песни, как „Long Before I Knew You“, заслуживает восхищения. Любители шоу получат удовольствие, услышав редкие песни из неудавшихся постановок с потрясающими партитурами, а главное, „How Does the Wine Taste?“, которую Макрей поёт с такой живостью, что вы практически можете прочувствовать вкус вина».

## Список композиций
1. Salute to Ethel Merman: «Blow, Gabriel, Blow / All Through the Night / Anything Goes» (Коул Портер) — 4:47
Из мюзикла «Всё проходит» (Anything Goes; 1934)
2. Salute to Judy Holliday: «Long Before I Knew You / Just in Time» (Бетти Комден, Адольф Грин, Джул Стайн) — 3:20
Из мюзикла «Колокола звенят» (Bells Are Ringing; 1956)
3. Salute to Pearl Bailey: «Come Rain or Come Shine» (Гарольд Арлен, Джонни Мерсер) — 2:22
Из мюзикла «Женщина из Сент-Луиса» (St. Louis Woman; 1946)
4. Salute to Ella Logan: «If this Isn’t Love / Look to the Rainbow / That Great Come and Get It Day» (Йип Харбург, Бертон Лэйн) — 3:56
Из мюзикла «Радуга Финиана» (Finian’s Rainbow; 1947)
5. Salute to Mary Martin: «A Wonderful Guy» (Оскар Хаммерстайн II, Ричард Роджерс) — 1:12
Из мюзикла «Юг Тихого океана» (South Pacific; 1949)
6. Salute to Jo Sullivan: «Don’t Cry / I Like Ev’rybody / Warm All Over» (Фрэнк Лессер) — 5:12
Из мюзикла «Самый счастливый парень» (The Most Happy Fella; 1956)
7. Salute to Dolores Gray: «Give a Little, Get a Little / There Never Was a Baby Like My Baby» (Бетти Комден, Адольф Грин, Джул Стайн) — 3:42
Из мюзикла «Двое в проходе» (Two on the Aisle; 1951)
8. Salute to Gertrude Lawrence: «Getting to Know You / Hello Young Lovers / Something Wonderful» (Оскар Хаммерстайн II, Ричард Роджерс) — 3:54
Из мюзикла «Король и я» (The King and I; 1951)

Бонус-треки переиздания
1. «So Long» — 3:03
2. «How Does the Wine Taste?» — 2:21
3. «Night Life» — 2:44
4. «Baby, Baby» — 2:15
5. «Am I Going Out of Your Mind?» — 1:45
6. «I’m Gonna Lock My Heart and Throw Away the Key» — 2:43
7. «Trouble Is a Man» — 3:32
8. «If You Never Fall In Love with Me» — 3:38
9. «Round Midnight» — 4:33
10. «Love for Sale / Exactly Like You» — 4:56